# Chevrolet Colorado
Der Chevrolet Colorado ist ein Pick-up der Marke Chevrolet. Unter dem Modellnamen Canyon wird ein baugleiches Modell der Marke GMC angeboten. Beide Automobilmarken gehören zum General Motors (GM) Konzern. In Südamerika wird das Modell unter dem Namen des Vorgängers S-10 vermarktet.

## GMT360 (2004–2012)
Seit seiner Einführung im Jahr 2004 ersetzt er den S10 als Kompakt-Pick-up in der amerikanischen Chevrolet-Modellfamilie. Der Colorado basiert auf der GMT355-Plattform, die er mit dem baugleichen GMC Canyon und dem Isuzu D-Max teilt, und auf der auch die GMT345-Plattform des Hummer H3 aufbaut.
Angetrieben von einem 2,8-l-Vierzylinder-Reihenmotor mit 128 kW (175 PS), oder dem optionalen 3,5-l-Fünfzylinder mit 162 kW (220 PS), ist der „Chevy Colorado“ zwar der Konkurrenz an Leistung und Ziehvermögen (ca. 2000 kg) unterlegen, dafür aber als zweitüriger Regular Cab erhältlich. Zudem stehen die viertürigen Extended Cab- und Crew Cab-Varianten zur Verfügung. Alle Modelle sind sowohl mit Heck- und Allradantrieb, als auch mit Handschaltung und Automatikgetriebe erhältlich.
In Australien wurde er als Holden Colorado verkauft. 2008 wurde ein neues Modell mit der gleichen Bezeichnung eingeführt, das den Holden Rodeo ersetzte.

## 2012–2022
Die zweite Generation wurde zunächst in Asien und Europa als Isuzu D-Max auf den Markt gebracht und war ab 2014 auch auf dem US-Markt erhältlich. In Australien wurde auch diese Generation bis 2020 unter der Marke Holden angeboten, dann wurde diese eingestellt.

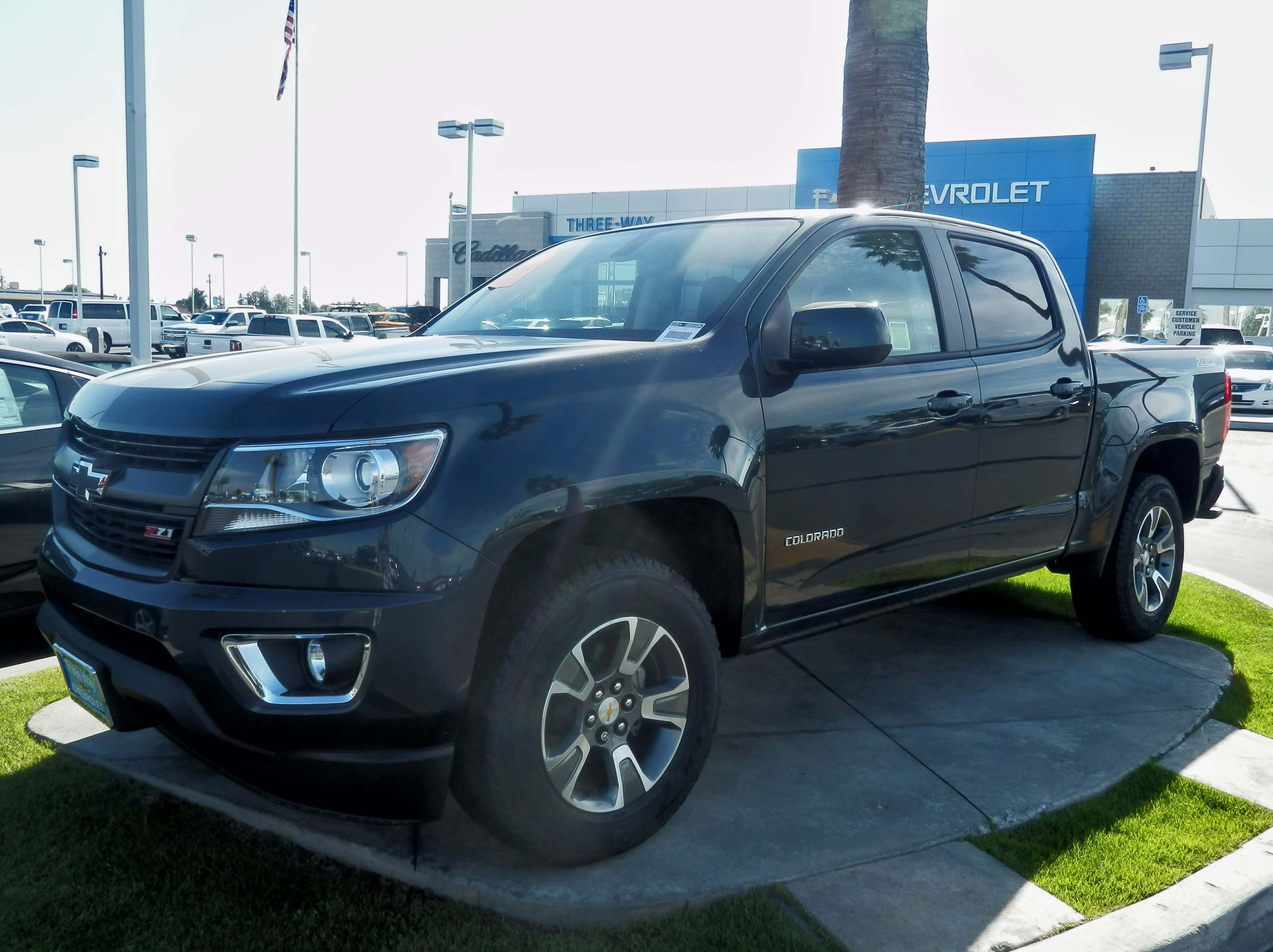
Colorado Z71 für den nordamerikanischen Markt
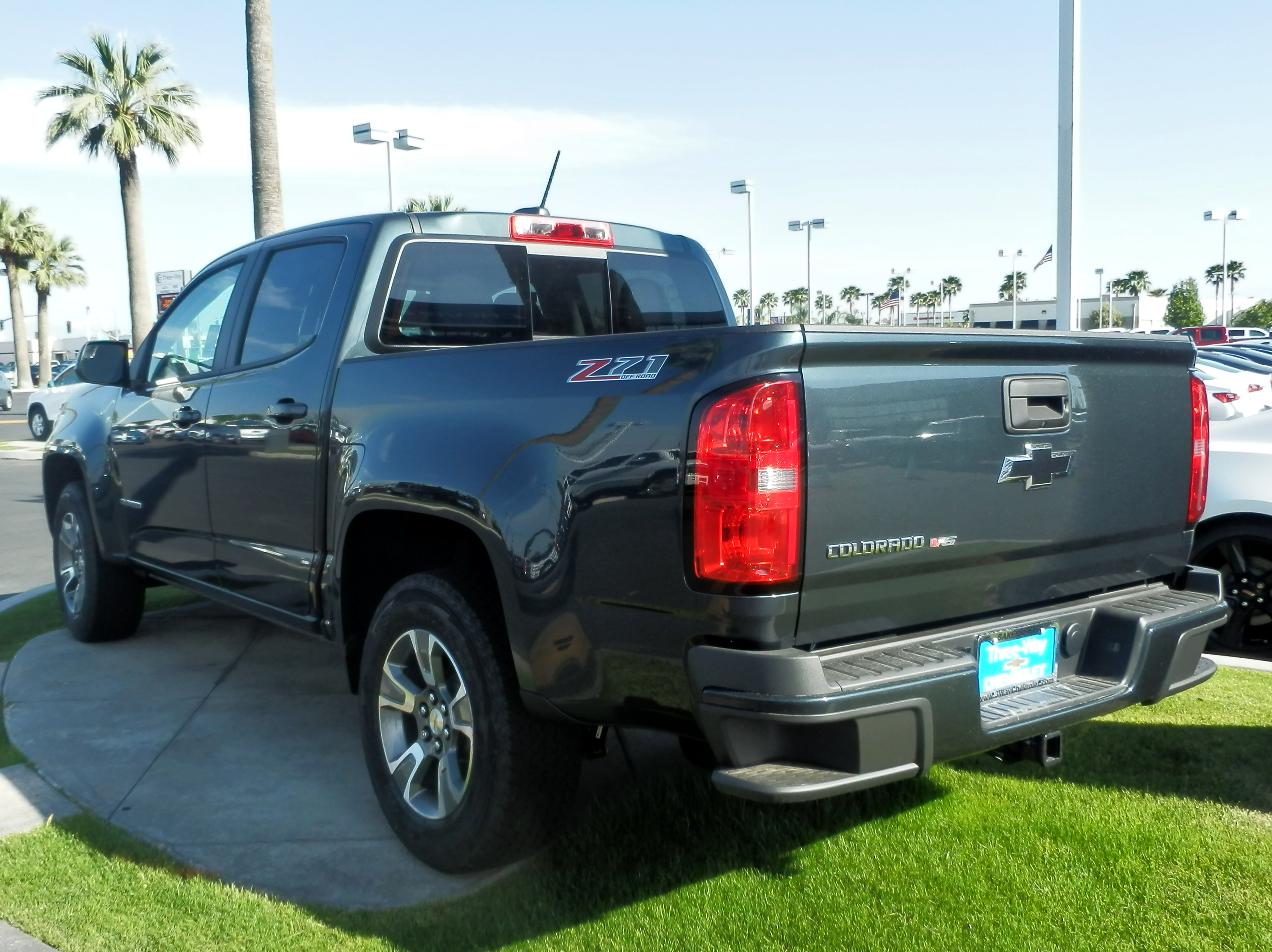
Heckansicht
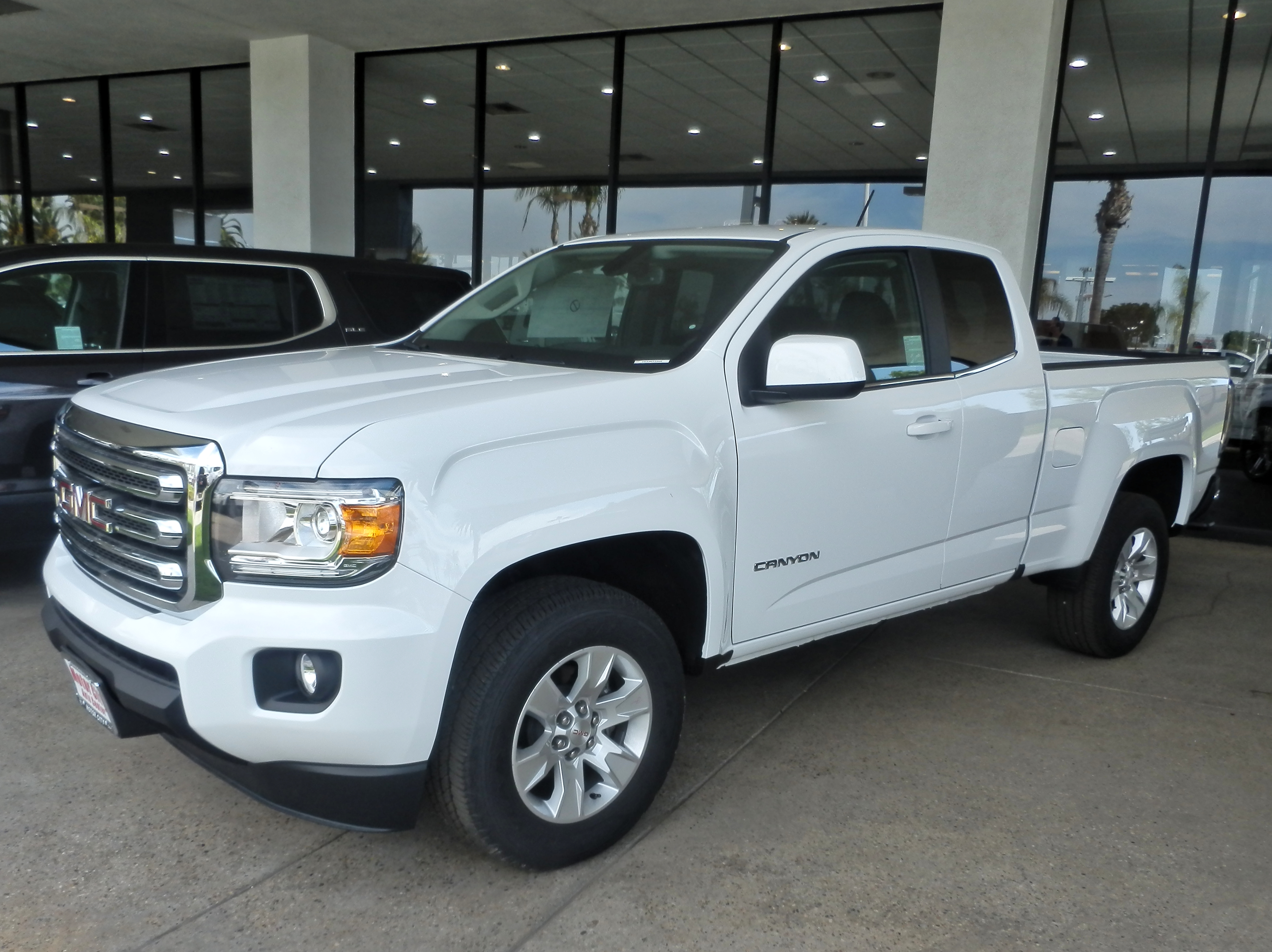
GMC Canyon für den nordamerikanischen Markt
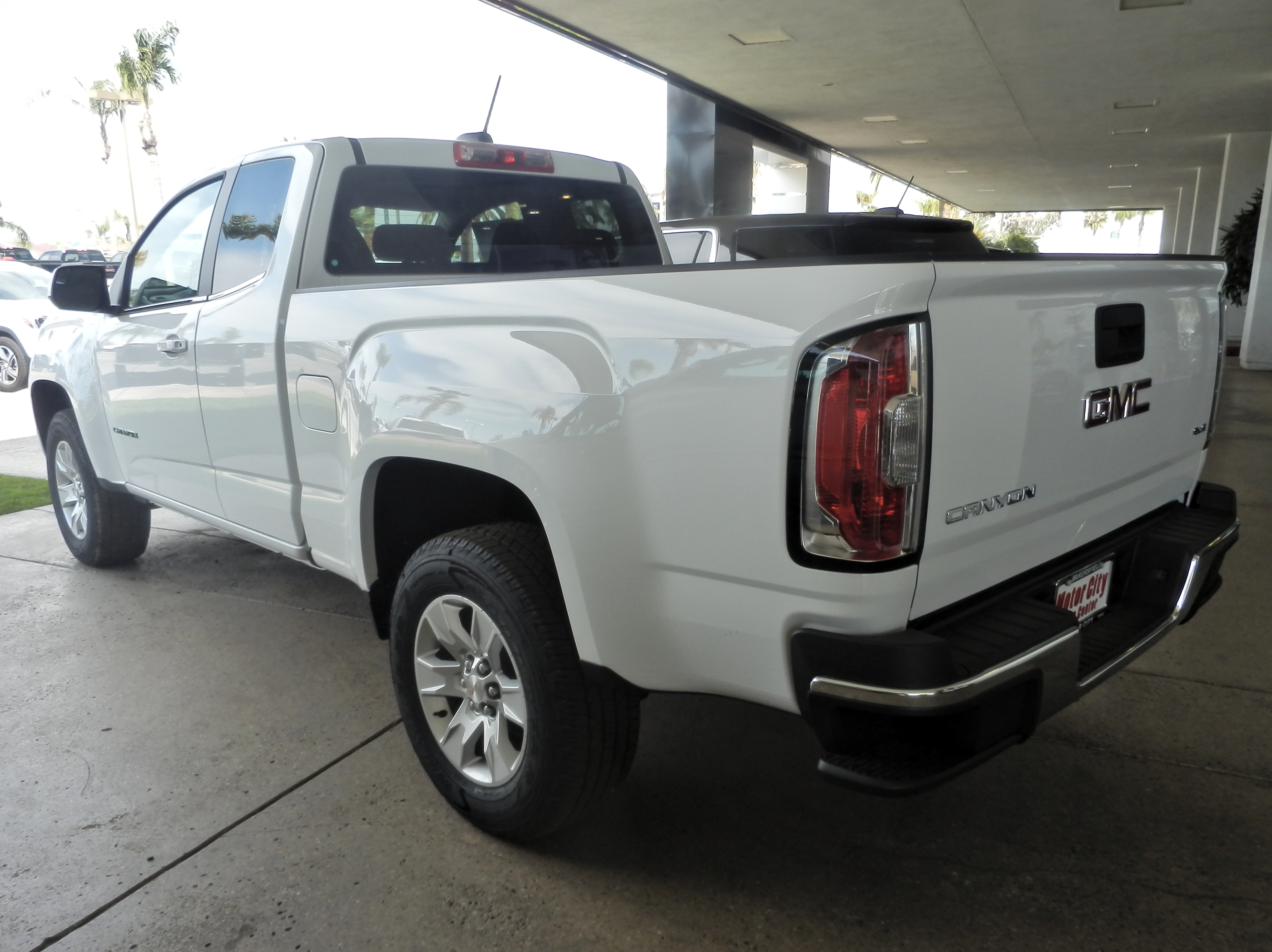
Heckansicht

## Seit 2023
Die dritte Generation der Baureihe wurde im Juli 2022 vorgestellt. Anfang 2023 kam sie in Nordamerika auf den Markt.

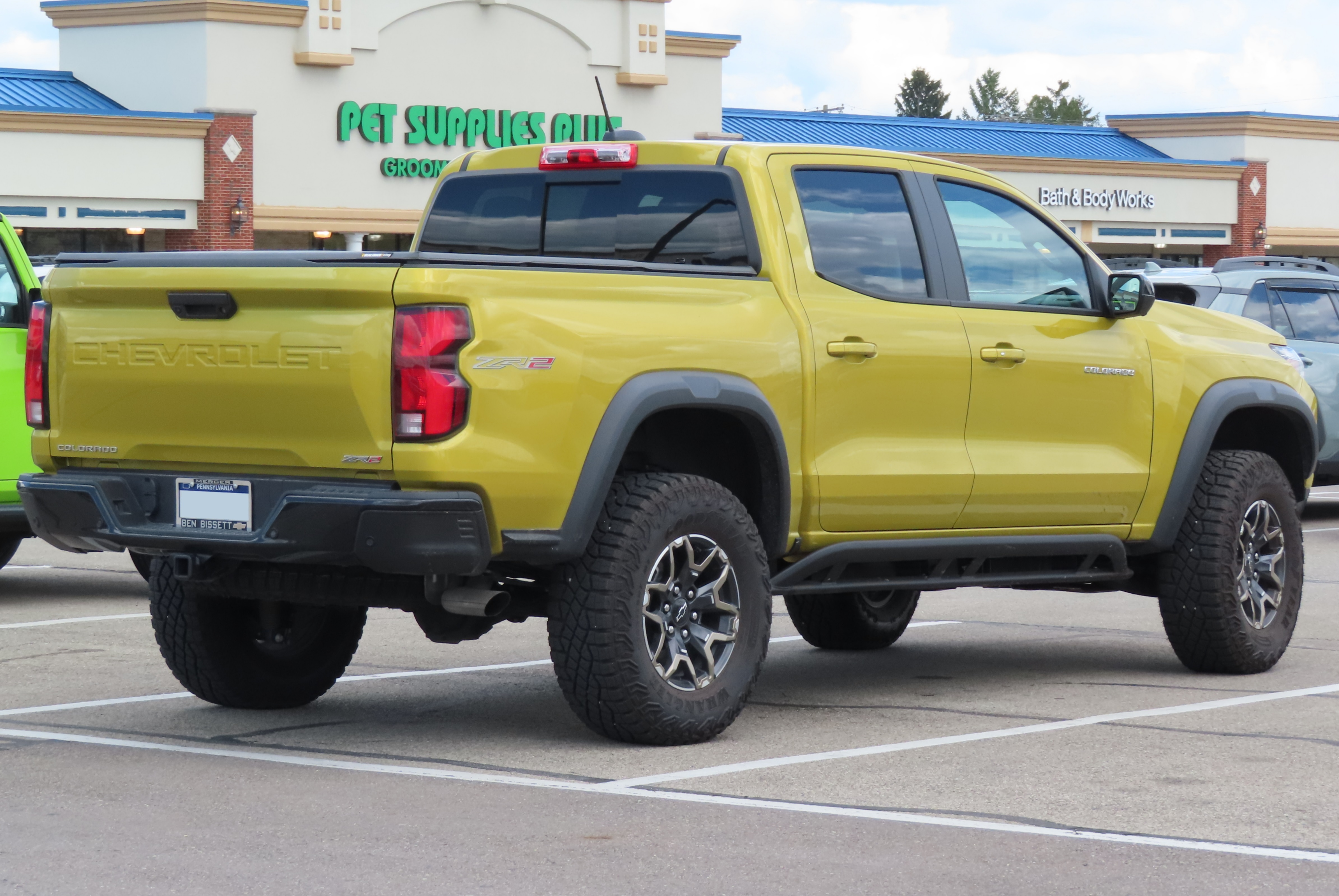
2024 ZR2 Heckansicht

Fünf Ausstattungsvarianten sind erhältlich. Die Motorenpalette wurde vereinfacht. Anfangs war ausschließlich ein 2,7-Liter-Vierzylinder-Ottomotor in drei Leistungsstufen erhältlich, seit dem Modelljahr 2025 ist nur noch die stärkste Version verfügbar. Alle Varianten haben ein 8-Stufen-Automatikgetriebe.